# Ralf Weber
Ralf Weber (nasceu em 31 de maio de 1969 em Seligenstadt) é um ex-futebolista alemão. Atuava como meia.

## Carreira
Ralf Weber começou a jogar futebol em 1974, no SpVgg Hainstadt antes de ir para o Kickers Offenbach, em 1982. Ele começou no time profissional em 1987, onde atuou em 50 partidas. Depois de Offenbach não consegui renovar com o clube, e então ele mudou para o rival local Eintracht Frankfurt em 1989. Em 4 de agosto de 1989, ele estreou no Eagles contra o Hamburger SV. O meio-campista apareceu no primeiro divisão 182 vezes e na segunda 32 vezes para o Frankfurt. Em 2001 ele se aposentou, depois de ter sido atormentado por muitas lesões. Entre 1995 e 1997, ele só poderia jogar duas partidas para o Eintracht, e perdeu também todos jogos da temporada 2000-01, quando encerrou sua carreira.

## Carreira na Seleção Nacional
Em 7 de Setembro de 1994 estreou pela Alemanha contra a Rússia. Atuou pela seleção em 9 ocasiões, até 1995.

## Carreira após deixar o futebol
Atualmente ele trabalha para o Eintracht Frankfurt como um olheiro profissional.